# Bozdağ (Denizli)
Der Bozdağ ist ein 2419 m hoher Berg in der Provinz Denizli im Südwesten der Türkei, 84 km südöstlich der Provinzhauptstadt Denizli und 44 km südöstlich der Stadt Tavas. Das Bozdağ Kayak Merkezi, das unter Verwaltung der Kleinstadt Nikfer steht, ist das Skigebiet im Bozdağ.